# Альмутавакель, Бушра
Бушра Альмутавакель (араб. بشارة المتوكل‎ ; 1969 г.р.) — йеменский фотограф. Её работы касаются международного восприятия арабов и мусульман и, в частности, фокусируется на международном восприятии вопросов пола и репрезентации мусульманских / арабских женщин и их одежды.
Первая женщина — йеменский профессиональный фотограф, чьи работы были представлены в международных публикациях и приобретены Британским музеем. Бушра часто поднимает вопрос о правах женщин и бросает вызов стереотипам, которые окружают людей, ландшафт и культуру Ближнего Востока, а также затрагивает политические и социальные темы, говоря об идентичности, войне, оккупации и протесте.

## Ранние годы и личная жизнь
Альмутавакель родилась в 1969 году в Сане, столице Йемена. После учёбы в Американском университете в Вашингтоне, она в 1994 году вернулась в Йемен, где стала одной из первых женщин-профессиональных фотографов в стране. Она переехала из Саны во Францию в августе 2013 года с мужем и четырьмя дочерьми.

## Работа и карьера
В 1996 году она стала одним из основателей «Аль-Халаки» (Al-Halaqa), организации, которая предоставляла пространство для показа и обсуждения произведений искусства.
В 1999 году Бушра Альмутавакель не только занималась фотографией и работала консультантом по вопросам образования, но и была удостоена чести стать первой йеменской женщиной-фотографом Центра эмпирических исследований и женских исследований (Empirical Research and Women’s Studies Centre) Университета Саны.
Альмутавакель жила в Соединенных Штатах во время терактов 11 сентября, что заставило её сосредоточиться на восприятии (положительном и отрицательном), арабов и мусульман. В частности, она обратилась к замечанию египетской писательницы Наваль ас-Саадави о том, что «женщины, которые носили хиджаб или никаб, были такими же, как женщины, которые носили макияж, в том смысле, что все они скрывали свою истинную личность» и пыталась интерпретировать идеи Саадави с помощью фотографии. Её серия «Мать, дочь, кукла» (2010) изображает переход от западной одежды к хиджабу и исследует, в частности, восприятие женщин. Серия включает фотографии кукол «Фулла» (игрушки, похожей на куклу Барби, но ориентированной на продажу мусульманским детям). В своей работе Альмутавакель также исследует способы, которыми йеменские женщины покрывали свое тело исторически и в настоящее время. Обсуждая свое внимание к одежде и никабу, Альмутавакель говорила: «Я хочу быть осторожной, чтобы не подпитывать стереотипные, широко распространенные негативные образы хиджаба / чадры представленные в западных СМИ. Особенно представление о том, что большинство или все женщины, которые носят хиджаб / покрывало, являются слабыми, угнетёнными, невежественными и отсталыми». Другой проект изображает женщин, одетых в традиционную мужскую одежду; Альмутавакель объясняла, что «традиционная мужская одежда очень похожа на женскую — длинная, свободная, скромная и часто с головным убором. Западные СМИ всегда уделяют внимание тому, как одеваются женщины, я же хотела оспорить эту идею»
По состоянию на 2014 год Альмутавакель был членом Равии (Rawiya), коллектива фотографов-документалистов с Ближнего Востока. В 2018 году она была включена в список 100 женщин BBC.
Она работала фотографом для Британского Совета, CARE, Посольства Королевства Нидерландов, Французского культурного центра и Организации Объединённых Наций; а также работала в качестве консультанта по вопросам культуры в посольстве Йемена в Вашингтоне, и в министерстве по правам человека в Йемене, уделяя особое внимание проблемам женщин.

## Творчество
В своих работах на выставке «Рассказчицы», которая проходила в 2016 году в Вашингтоне, посредством изобразительного искусства Бушра  Альмутавакель рассказала истории всех женщин, «начиная с себя, своих друзей, семьи, женщин, о которых слышу».

Независимо от расы, религии, страны, социального и экономического статуса, есть истории и опыт, которые мы, все женщины, разделяем: сестринство; материнство; несправедливость; неравенство из-за нашего пола; эмоциональное, физическое и сексуальное насилие; угнетение; финансовое неравенство; депрессия и другие заболевания; общественное или религиозное давление; неуверенность в себе; преодоление трудностей и многое другое.— интервью Бушры Альмутавакель
В своих работах Бушра предлагает зрителям визуальное путешествие по различным нюансам того, что значит быть скрытым. Знаменитая серия фотографий под названием «Мама, дочка, кукла» (или «Исчезновение женщины») постепенно скрывает их, добавляя одежду до тех пор, пока они буквально не исчезают. Jacqui Palumbo. Добавляя одежду, автор убирает с лиц женщины и девочки выражение веселья и счастья.
Серия фотографий «Что, если…» бросает вызов нормам общества, изображая вместо женщин мужчин в чадре. Эта идея была чрезвычайно популярна среди женщин, но вызвала резкую критику со стороны мужчин.
Фотографии девушек в свадебном наряде символизируют истории бесправных девушек и женщин, которые были выданы замуж в раннем возрасте, тем самым лишившись детства и возможности свободно жить, учиться и работать. По мнению автора, девочки и женщины должны иметь больше возможностей в обществе и не подвергаться унижениям.
Автор фотографий посредством искусства говорит о консервативной атмосфере, в которой живут женщины Йемена. В соответствии с исламом, и мужчины, и женщины должны одеваться скромно, но это бремя полностью перекладывается только на женщин. Даже когда они полностью прикрыты, женщины на улице могут услышать в свой адрес грубые комментарии или подвергнуться оскорблениям. Своим творчеством Альмутвакель предлагает мужчинам научиться уважать женщин. Комментируя положение женщин, фотограф говорит, что «одна группа мужчин диктует женщинам прикрываться с головы до пят, а другая группа (французов-мужчин) говорит вам, что вы не можете прикрыть себя, даже тогда, когда хотите. Просто оставьте женщин в покое, и пусть они сами решают, что им делать».
«Мне надоело смотреть на нас [женщин] глазами Запада, и я считаю, что мы обязаны вместо того, чтобы жаловаться, также подать наш голос о том, как мы хотим быть представлены и какими мы на самом деле являемся в реальной жизни».